# Andrew Shim
Andrew Shim (Miami, 18 agosto 1983) è un attore britannico.
È noto particolarmente per i suoi lavori con Shane Meadows.

## Filmografia

### Cinema
- A Room for Romeo Brass, regia di Shane Meadows (1999)
- C'era una volta in Inghilterra (Once Upon a Time in the Midlands), regia di Shane Meadows (2002)
- Dead Man's Shoes - Cinque giorni di vendetta (Dead Man's Shoes), regia di Shane Meadows (2004)
- The Stairwell, regia di Shane Meadows (2005)
- This Is England, regia di Shane Meadows (2006)
- U.F.O., regia di Dominic Burns (2012)
- Anti-Social, regia di Reg Traviss (2015)

### Televisione
- Out of Sight, (1996, un episodio)
- Fungus the Bogeyman, (2004, episodi sconosciuti)
- This Is England '86, regia di Shane Meadows (2010, 4 episodi)
- This Is England '88, regia di Shane Meadows (2011, 3 episodi)